# ترانه آنی
«ترانهٔ آنی» (به انگلیسی: Annie's Song) آهنگی عاشقانه است که جان دنور آن را برای اولین همسرش آنی مارتِل سروده‌است. این قطعه اولین بار در قالب تک‌آهنگی از آلبوم بازگشت به خانه (۱۹۷۴) منتشر شد.
«ترانهٔ آنی» که میلت اوکان تهیه‌کننده‌اش بود فروشی بیش از یک میلیون نسخه داشت و به یکی از بزرگترین موفقیت‌های دنور تبدیل شد. این اثر در تابستان ۱۹۷۴ برای دو هفتهٔ متوالی صدرنشین جدول بیلبورد هات ۱۰۰ شد و سه هفته هم شمارهٔ ۱ جدول معاصر بزرگسالان بیلبورد بود. تک‌آهنگ در زمان انتشارش در بریتانیا هم صدرنشین آفیشال چارتس شد.
در سال ۱۹۷۸ جیمز گال‌وی نسخه‌ای اینسترومنتال از «ترانهٔ آنی» را ضبط کرد که سومین تک‌آهنگ پرفروش روز بریتانیا شد. در سال ۱۹۹۴ دنور در مصاحبه‌ای با ذکر این‌که «ترانهٔ آنی هنوز هم یکی از بهترین آهنگ‌های سال‌های اخیر است» این‌که هیچ‌کس به جز جیمز گال‌وی آن را ضبط نکرده را «مایهٔ شرمساری» دانست.
این قطعه یکی از آثار محبوب برای مراسم عروسی است. به نوشتهٔ مجلهٔ پیپل «ترانهٔ آنی» احتمالاً مشهورترین بالاد عاشقانه‌ای است که جان دنور نوشته‌است.

## ساخت و محتوا
دِنوِر در سال ۱۹۶۷ با عشق دوران دانشگاهش، آنی مارتل ازدواج کرد و این پیش از آن بود که به یک سوپراستار تبدیل شود. او «ترانهٔ آنی» را در سال ۱۹۷۰ و زمانی که مشغول اسکی در ارتفاعات اسپن، کلرادو بود نوشت. به گفتهٔ خودش زمانی که به انتهای سراشیبی رسید، احساس کرد در طبیعت اطرافش غوطه‌ور شده، به همسرش (که تازه با هم آشتی کرده بودند) فکر کرد و حدوداً ۱۰ دقیقه طول کشید تا «ترانهٔ آنی» سروده شود.
دِنوِر در این قطعه تأثیر آنی بر احساساتش را با عباراتی هم‌چون «کوهستان در بهاران، قدم زدن زیر باران، طوفان در بیابان و اقیانوس آبی آرام» توصیف کرده و از او خواهش می‌کند اجازه بدهد در آغوشش جان بدهد. اما در واقعیت همه‌چیز شاعرانه و زیبا پیش نرفت. ازدواج ۱۶ سالهٔ آن‌ها در سال ۱۹۸۳ به طلاق انجامید و تسویه حساب‌های مالی مربوط به جدایی، آن‌چنان دنور را خشمگین کرد که با اره برقی تخت‌خواب دوران زناشویی‌شان را نصف کرد. به گفتهٔ خودش در همان دورهٔ طلاق، یک‌بار انگشتانش را دور گردن آنی حلقه کرد و اگر خودش را کنترل نمی‌کرد، خفه‌اش کرده بود.

## نظر منتقدان
آل‌میوزیک «ترانهٔ آنی» را «عاشقانهٔ همیشه اشک‌آور» توصیف کرده و آن را به‌عنوان یکی از بهترین دست‌آوردهای دنور تحسین کرده‌است.
وب‌سایت اوپن واید کانتری از «ترانهٔ آنی» با عناوینی هم‌چون «شاهکار دِنوِر» و «آهنگی عاشقانه برای اعصار مختلف» یاد کرده و افزوده نباید اجازه دهید آنچه به‌خاطر عصبانیت دنور در پروسهٔ طلاق رخ‌داد، میراث این تک‌آهنگ عاشقانه را نابود کند.
به‌عقیدهٔ تام بریهان از استریوگام با وجود همهٔ اتفاقات ناخوشایند پیش‌آمده میان دنور و آنی، «ترانهٔ آنی» همچنان حکم احساسی را دارد که اسیر کهربا شده‌است؛ مردی که سعی می‌کند سَرسِپُردگی (اگر نه ابدی ولی) کامل خود را به تنها روشی که بلد است ابراز کند. به باور بریهان این تقریباً یک اصل است که ستاره شدن در موسیقی پاپ به اجبار بدترین اتفاق‌ها را برای آن شخص به ارمغان می‌آورد و اگر یک نفر ستارهٔ پاپ شد و هیچوقت تبدیل به یک هیولا نشد، تازه می‌فهمید که آدم خوبی بوده‌است.